# CLOUD
CLOUD（クラウド）は、日本のヴィジュアル系ロックバンド。

## 略歴
中学校の同級生だった圭司・隼人・香二郎が結成したのが始まり。当時メンバーは5人だった。
結成当初は名古屋を中心に活動。テレビ朝日系列の深夜番組『Break Out』に出演し、話題になる。
その後、隼人の高校の同級生だった悠希がメンバーに加わり、ボーカルとなる。1997年2月、旧メンバーの1人が脱退し、圭司・隼人・香二郎・悠希の4人編成になった。
2000年8月に日本クラウンよりメジャーデビュー。2001年の秋にインディーズに戻り、所属事務所を移籍して活動再開。
2002年に「CLOUD」としての活動を終える。
2003年1月1日、「The Rainmakers」として活動開始。こちらではメンバー全員が本名名義で活動していた。2003年5月、西川恵二（圭司）が脱退。
2004年11月、「The Rainmakers」解散。

## バンド名の由来
バンド名「CLOUD」の由来は、「夜の公園の山の上で寝そべっていて空を見上げたら雲があった」そこから「CLOUDってどう」の一言で決まった。

## メンバー
- 悠希（ゆうき、本名：清水 祥、 1月9日- O型）ボーカル、ギター(現：アマミヤショウ)（Venomstrip）
- 圭司（けいじ、本名：西川 恵二、 6月27日- O型）ギター
- 隼人（はやと、本名：生田 隼人、 12月6日- B型）ベース
- 香二郎（こうじろう、 本名：森 香二郎、8月18日- O型）ドラム

## ディスコグラフィ

### CLOUD
シングル
- voice/時計（2000年6月21日、インディーズ）
- ひとみ/コスモポリス（2001年11月10日、インディーズ）
- MOONCHILD/december（2001年12月10日、インディーズ）

マキシシングル
- more than ever（1998年7月21日、インディーズ）
- あの丘につくころ（1998年10月25日、インディーズ）
- your season（1999年2月25日、インディーズ）
- unworthy（1999年11月1日、インディーズ）「CLOUD」としての活動中のマキシだが、この時、一時的に「The Rainmakers」名義でリリースされた。
- blue is the colour（2000年8月23日）
- Another mile（2000年11月22日）
- a walk（2001年2月21日）

アルバム
- blue is the colour（1999年8月10日、インディーズ）
- twelve message（2001年3月23日）
- GIFT（2002年4月17日、インディーズ）
- NAME（2002年10月23日、インディーズ）

LP
- blue is the colour（1999年8月25日、インディーズ）

デモ
- 1st DemoTape（1997年9月29日、インディーズ）

ビデオ
- running up that hill（1999年3月25日、インディーズ）
- bridge over broken years（1999年12月24日、インディーズ）

### The Rainmakers
シングル
- サーカスの唄/太陽の歌（2003年7月21日、ライブ会場限定）
- ONE LOVE/ARE YOU FREE?（2003年11月、ライブ会場限定）

アルバム
- Before and After the Rain（2004年5月20日）

## タイアップ一覧
| 使用年 | 曲名               | タイアップ                                                                             |
| ------ | ------------------ | -------------------------------------------------------------------------------------- |
| CLOUD  |                    |                                                                                        |
| 2000年 | voice              | テレビ東京系アニメ『遊☆戯☆王デュエルモンスターズ』オープニングテーマ（第1話 - 第48話） |
| 2000年 | blue is the colour | テレビ朝日系『ビートたけしのTVタックル』エンディングテーマ                             |
| 2000年 | Another mile       | テレビ朝日系『真夜中人魚』エンディングテーマ                                           |
| 2000年 | Another mile       | テレビ朝日系『完売劇場』エンディングテーマ                                             |
| 2000年 | Another mile       | 「NTT DoCoMo 青森」CMソング                                                            |
| 2000年 | ミルクティー       | プリンスホテル「スキー場」CMソング                                                     |
| 2001年 | 東京キッド         | 三洋信販「ポケットバンク」CMソング                                                     |